# Jean-Pierre Amat
Jean-Pierre Amat, född 13 juni 1962 i Chambéry, är en fransk sportskytt.
Han tävlade i olympiska spelen 1984, 1988, 1992, 1996 samt 2000. Han blev olympisk guldmedaljör i gevär vid sommarspelen 1996 i Atlanta.